# Иванов, Леонид Илларионович
Леонид Илларионович Иванов (1909—1941) — старший лейтенант Рабоче-крестьянской Красной Армии, участник Великой Отечественной войны, Герой Советского Союза (1941).

## Биография
Леонид Иванов родился 8 августа 1909 года в городе Кашира (ныне — Московская область). Окончил железнодорожную школу-семилетку, после чего работал чернорабочим в Саратовском трамвайном парке. С 1930 года Иванов работал фрезеровщиком на московском заводе «Красный пролетарий». В мае 1932 года Иванов был призван на службу в Рабоче-крестьянскую Красную Армию и по партийному призыву направлен в Сталинградскую военную авиационную школу лётчиков, которую с отличием окончил в 1935 году. Участвовал в советско-финской войне.
Начало Великой Отечественной войны старший лейтенант Леонид Иванов встретил в должности командира эскадрильи 147-го истребительного авиаполка 1-й смешанной авиадивизии 14-й армии. Принимал участие в боях на Северном фронте. 26-27 июня он сбил два немецких самолёта в районе Кандалакши. 28 июня 1941 года в воздушном бою в районе посёлка Африканда самолёт Иванова был сбит, лётчик погиб. Похоронен в Африканде.
Указом Президиума Верховного Совета СССР «О присвоении звания Героя Советского Союза начальствующему составу Красной Армии» от 22 июля 1941 года за «образцовое выполнение боевых заданий командования на фронте борьбы с германским фашизмом и проявленные при этом отвагу и геройство» старший лейтенант Леонид Иванов посмертно был удостоен высокого звания Героя Советского Союза.
В честь Иванова назван рыболовный траулер и улица в Кашире.